# Kristrún Frostadóttir
Kristrún Mjöll Frostadóttir, född 12 maj 1988 i Reykjavík, är en isländsk politiker och ekonom. Sedan december 2024 är hon Islands statsminister och sedan 2022 är hon partiledare för det socialdemokratiska partiet Samlingsfronten. Hon valdes in i Alltinget vid parlamentsvalet 2021. När hon vid 36 års ålder tillträdde som Islands statsminister blev hon samtidigt världens yngsta sittande regeringschef.
Den 21 december 2024 presenterade Kristrún Frostadóttir sin regering. Detta var första gången Island fick en regering där kvinnorna var i majoritet och där alla partiledare är kvinnor. Styret består förutom av Samlingsfronten även av liberala Vidreisn och populistiska Folkpartiet.